# Falcon 9 v1.1

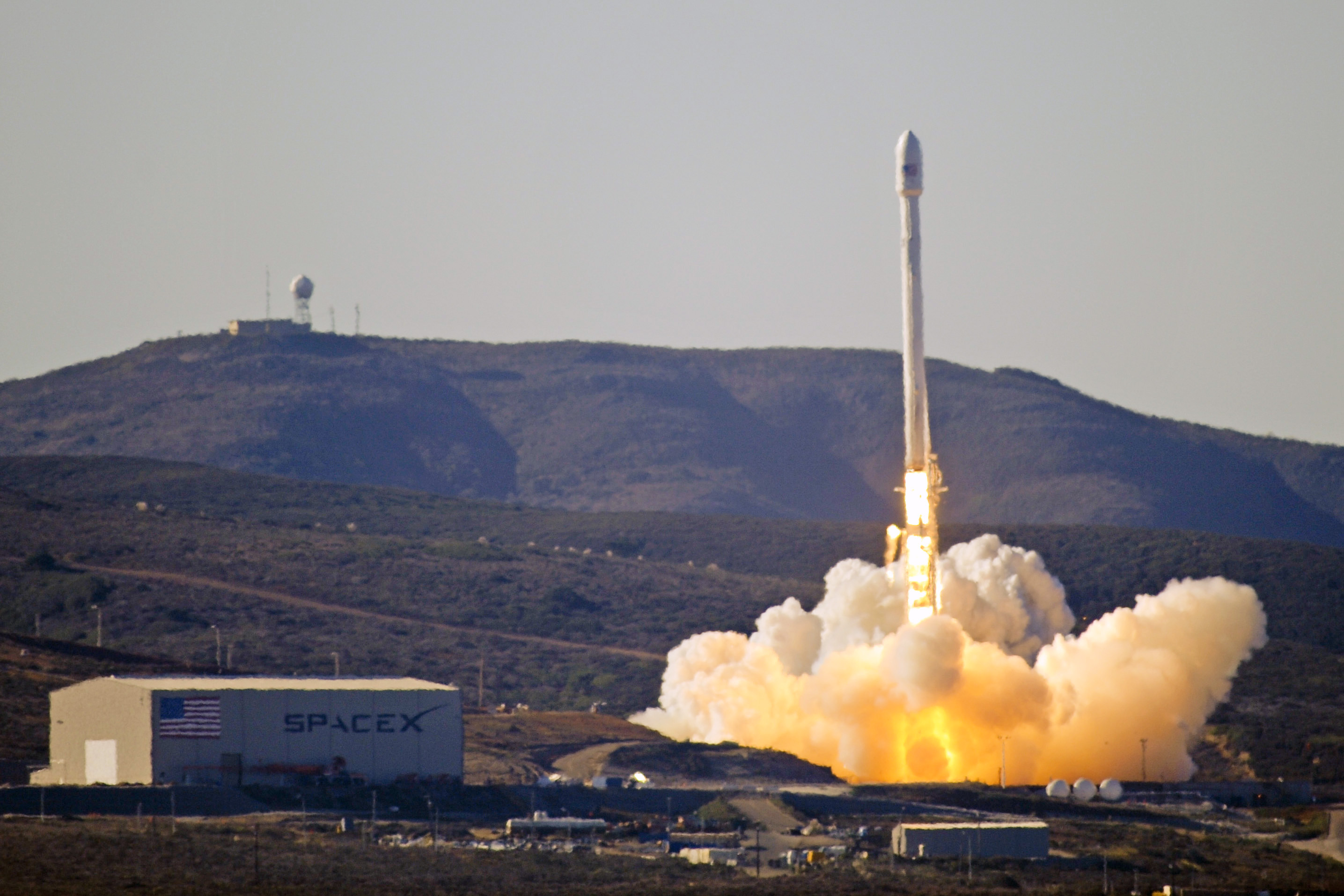
První start Falconu 9 v1.1 z SLC-4 (Vandenbergovy letecké základny), 29. září 2013

Falcon 9 v1.1 byla druhá verze rakety Falcon 9 od společnosti SpaceX. Raketa byla vyvinuta v letech 2011–2013, první start proběhl v září 2013 a poslední v lednu 2016. Rakety Falcon 9 navrhuje, vyrábí a provozuje SpaceX. Verze 1.1 nahradila verzi 1.0 v zásobovacích letech CRS k ISS.
Falcon 9 v1.1 byl významným zlepšením Falconu 9 v1.0, přičemž tah i hmotnost vzrostly o 60 procent. První let verze 1.1 proběhl 29. září 2013 při vynášení satelitu CASSIOPE, byl to celkově šestý let rakety Falcon 9.
Oba stupně rakety využívají jako palivo kapalný kyslík a letecký petrolej. Falcon 9 v1.1 dokázal na nízkou oběžnou dráhu vynést až 13 150 kg a na přechodovou dráhu ke geostacionární 4 850 kg. To řadí Falcon 9 mezi nosiče se střední nosností.
V dubnu 2014 vynesl Falcon 9 v1.1 zásobovací loď Dragon k ISS. Byl to třetí operační let v rámci smlouvy CRS s NASA a první let této verze s Dragonem. Tato verze byla také určena k dopravě astronautů na ISS na základě smlouvy Commercial Development Crew s NASA, která byla podepsána v září 2014, nynější plány ale počítají s použitím verze Block 5.
Falcon 9 v1.1 byl průkopníkem v rozvoji znovupoužitelných raket. SpaceX začala u této verze testovat možnosti návratu prvního stupně. Při letech, kde hmotnost nákladu umožňovala provedení pokusu o přistání začala SpaceX nejdříve s pokusy o přistání na vodní hladinu. Po zvládnutí této fáze začala s pokusy o přistání na autonomní plošinu ASDS umístěnou na moři. Tyto pokusy nedopadly úspěšně, ale s každým pokusem se úspěchu přibližovali. První úspěšné přistání prvního stupně ale přišlo až s verzí 1.2 při přistání na pevninu v prosinci 2015.

## Konstrukce

### Změny oproti Falconu 9 v1.0
Hmotnost i tah se zvýšili o 60 procent. Palivové nádrže se prodloužili také o 60 %, což vede k větší náchylnosti k ohýbání během letu. Motory na prvním stupni byly nahrazeny modernizovanou verzí Merlin 1D. Tato zlepšení zvýšila užitečné zatížení až na 13 150 kg na LEO. Mezistupeň mezi prvním a druhým stupněm byl přepracován a počet upevňovacích bodů se snížil z dvanácti na tři. Také byl aktualizován řídící software.
Na prvním stupni se změnilo uspořádání motorů, uspořádání se nazývá octaweb. Cílem bylo zjednodušení výrobního procesu a zvětšení prostoru pro naklánění centrálního motoru. Pozdější verze 1.1 měly čtyři rozkládací přistávací nohy, používané při pokusných přistáních.
Po prvním startu verze 1.1 v září 2013, při kterém došlo k selhání restartu druhého stupně (až po úspěšném vynesení nákladu) byl vylepšen systém zapalování.
Šestý let Falconu 9 (první let v1.1) byl prvním letem, při kterém byl použit aerodynamický kryt. Při předchozích letech byla vynášena loď Dragon, která není kryta externím aerodynamickým krytem.

### První stupeň

Falcon v1.0 (vlevo) a Falcon v1.1 (vpravo)

První stupeň je poháněn devíti motory Merlin 1D. Vývoj a testování prvního stupně bylo dokončeno v červenci 2013.
Celkový tah prvního stupně je u hladiny moře 5 885 kN a doba hoření 180 sekund. V prostředí mimo atmosféru se tah zvýší na 6 672 kN. Motory jsou uspořádané do octawebu, osm motorů je uspořádáno do kruhu po obvodu a devátý je uprostřed tohoto kruhu. Tato změna umožnila zjednodušit výrobní proces a poskytuje centrálnímu motoru větší prostor pro naklánění.
V rámci snahy SpaceX o vytvoření znovupoužitelného prvního stupně byl první stupeň vybaven čtyřmi přistávacími nohami a roštovými kormidly pro ovládání stupně při sestupu. Roštová kormidla byla nejdříve testována na F9R Dev1. Poprvé byla roštová kormidla použita při letu CRS-5, ale hydraulická kapalina došla ještě před plánovaným přistáním.
SpaceX se rozhodla pro výrobu opakovatelně použitelných prvních stupňů Falconu 9 a Falconu Heavy, které umožňují vertikální přistání. Tato technologie se nejdříve zkoušela na testovacím zařízení Grasshopper.
Stejně jako u verze 1.0 používá první stupeň k zapalování samozápalný triethylhliník-triethylboran.
Použití devíti motorů na prvním stupni taktéž umožňuje dokončení mise i když jeden motor selže. Tuto možnost měla už verze 1.0.
Hlavní přívodní trubky z nádrží na kapalný kyslík a letecký petrolej mají v průměru 10 cm.

### Druhý stupeň
Druhý stupeň pohání jeden motor Merlin 1D upravený pro fungování ve vakuu.
Mezistupeň, který spojuje první a druhý stupeň je vyrobený z uhlíkových vláken s jádrem z hliníku. Pro oddělení stupňů je použit pneumatický systém. Palivové nádrže jsou vyrobeny ze slitiny hliníku a lithia. Nádrž druhého stupně je potom vlastně jen zmenšenou verzí nádrží z prvního stupně.

### Aerodynamický štít
Aerodynamický štít je 13 metrů dlouhý a v průměru má 5,2 metru. Testování bylo dokončeno na jaře 2013 v zařízení NASA, kdy byl simulován akustický šok, mechanické vibrace a elektrostatické podmínky vybití. Testy byly provedeny v plné velikosti ve vakuové komoře. SpaceX zaplatila za testování v zařízení NASA 581 300 dolarů. NASA přitom do testovacího zařízení Plum Brook od roku 2007 investovala 150 milionů dolarů.
První a zároveň úspěšné použití aerodynamického krytu proběhlo 13. září 2013 při vynášení družice CASSIOPE.

### Řízení
SpaceX používá více redundantních letových počítačů odolných proti chybám v návrhu. Každý motor Merlin je řízen třemi hlasovacími počítači, z nichž každý má dva fyzické procesory, které se navzájem neustále kontrolují. Software běží na Linuxu a je napsán v jazyce C++.

## Vývoj a výroba

Zleva: Falcon 1, Falcon v1.0, tři verze Falconu 9 v1.1, tři verze Falconu 9 v1.2, dvě verze Falconu 9 Block 5, a Falcon Heavy.

Test systému zapalování pro první stupeň Falconu 9 v1.1 byl proveden v dubnu 2013. Dne 1. června 2013 došlo k desetisekundovému zážehu prvního stupně a zážeh v plné délce tří minut proběhl v následujících dnech.
V září 2013 se celková výrobní plocha zvýšila na téměř 93 000 metrů čtverečních a továrny byly upraveny tak, aby dosahovaly výrobní rychlosti až 40 raketových stupňů ročně. Rychlost výroby v listopadu 2013 byla jeden Falcon 9 za jeden měsíc.

## Znovupoužitelnost
Už první kusy verze 1.1 obsahovaly některé prvky pro znovupoužitelnost. Byly to například restartovatelné motory na prvním stupni a konstrukce byla připravena na přidání přistávacích nohou. K uvedení Falconu 9 v1.1 došlo dva roky poté, co se SpaceX zavázala k financování rozvoje znovupoužitelnosti, s cílem dosažení rychlého a úplného znovupoužití obou stupňů, ze soukromých zdrojů.
Opakovatelně použitelný první stupeň byl od roku 2012 testován na zařízení Grasshopper, který se pohyboval jen v malých výškách. Grasshopper vykonal celkem osm testovacích letů a maximální dosažená výška byla 744 metrů.
V březnu 2013 SpaceX oznámila, že počínaje prvním letem Falconu 9 v1.1 bude první stupeň vybaven tak, aby byl schopný kontrolovaného sestupu. Při startech, kde to hmotnost nákladu umožňovala, tak první stupeň prováděl zpětné brzdící zážehy a zkoušelo se přistávání na vodní hladinu. Po úspěšném dokončení několika takovýchto pokusů se přešlo na testování přistávání na autonomní přistávací plošinu ASDS. Verze 1.1 se pokusila celkem třikrát přistát na plošině, ale pokaždé neúspěšně. Poslední pokus v lednu 2016 byl ale velice blízko úspěchu, kdy stupeň v pořádku dosedl na plošinu, ale zámek jedné z nohou byl uvolněný a stupeň se tak skácel na plošinu a explodoval.
K prvnímu úspěšnému přistání rakety Falcon 9 ale došlo ještě v prosinci 2015, kdy verze 1.2 úspěšně přistála na pevnině.

## Startovní místa
Falcon 9 v1.1 startoval z rampy SLC-40 na Mysu Canaveral a z rampy SLC-4E na Vandenbergově letecké základně.

## Ceny startů
Cena komerčního letu Falconu 9 v1.1 byla v říjnu 2015 61,2 milionu $. Oproti tomu, v říjnu 2013 to bylo 56,5 milionu $.
Zásobovací lety na ISS na v rámci smlouvy CRS stály průměrně 133 milionů (jedná se o průměr z celkové částky za lety CRS-1 až CRS-12). V ceně je zahrnuta loď Dragon, která byla pro každý let vyrobena nová.

## Přehled letů
Vlastní článek: Seznam letů Falconu 9 a Falconu Heavy
První start verze 1.1 proběhl 29. září 2013. Úspěšných letů bylo čtrnáct z celkových patnácti, raketa selhala při letu CRS-7, kdy explodovala při startu. Poslední let proběhl 17. ledna 2016.